# Newlib
Newlib，一種C標準函式庫，為自由軟體，主要用於嵌入式系統上。由Cygnus Solutions開發，目前由Red Hat公司的工程師Jeff Johnson負責維護工作。Cygwin目前即是使用Newlib來作為它的C標準函式庫。